# Gūzonī Tappeh
Gūzonī Tappeh (persiska: گوزُنی تَپِّه) är en ort i Iran.   Den ligger i provinsen Golestan, i den norra delen av landet, 400 km nordost om huvudstaden Teheran. Gūzonī Tappeh ligger 69 meter över havet och antalet invånare är 290.
Terrängen runt Gūzonī Tappeh är huvudsakligen platt. Gūzonī Tappeh ligger uppe på en höjd. Runt Gūzonī Tappeh är det ganska glesbefolkat, med 48 invånare per kvadratkilometer. Närmaste större samhälle är Gonbad-e Kāvūs, 9,5 km söder om Gūzonī Tappeh. Trakten runt Gūzonī Tappeh består till största delen av jordbruksmark.